# Escola Kei

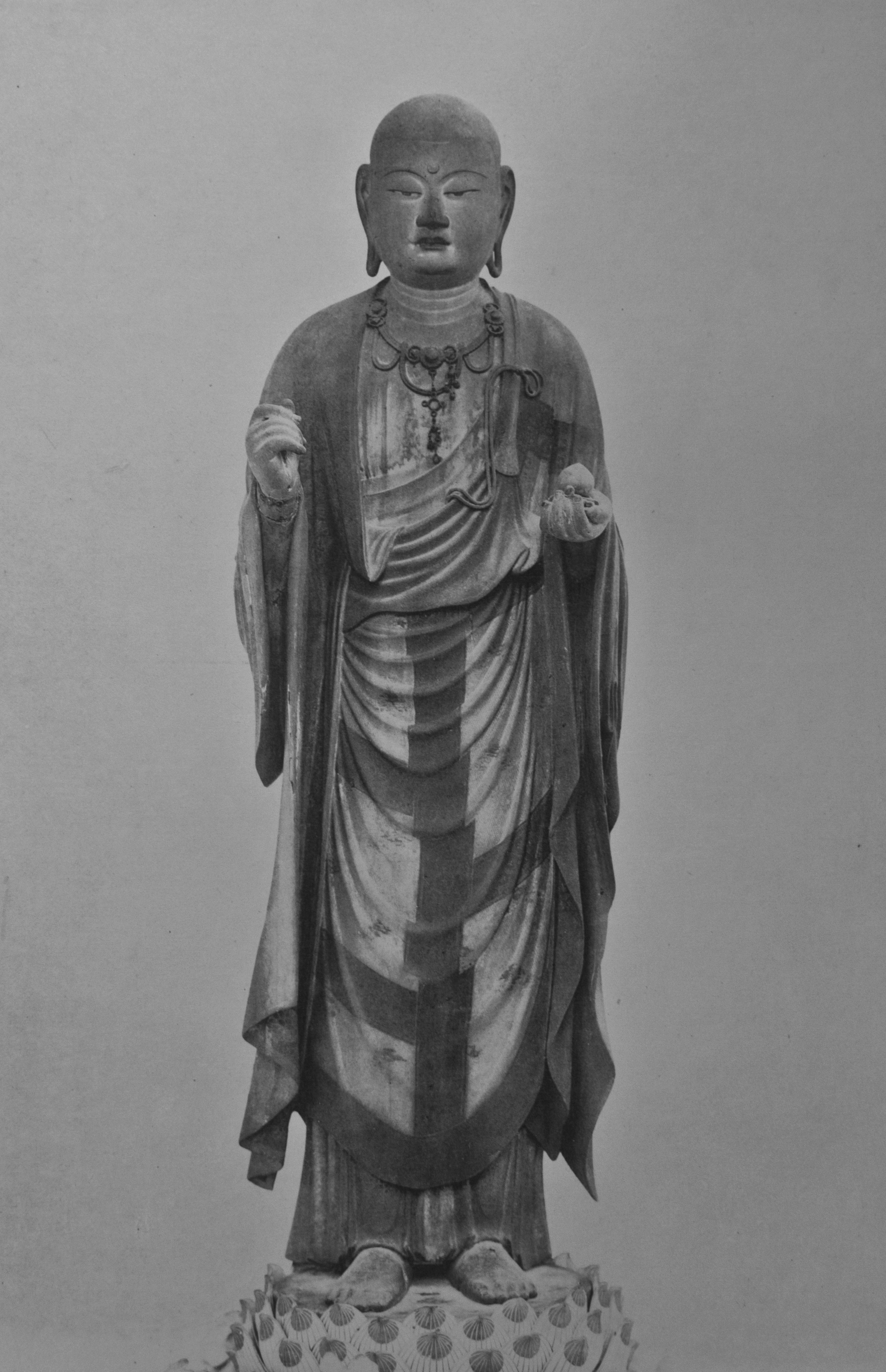
Representació de Jizō esculpida per Kaikei, membre de l'escola Kei

L'Escola Kei és una escola japonesa d'escultura budista que va sorgir a la primeria del període Kamakura (c. 1200). S'anomena així pel caràcter kei (慶) present en el nom dels seus principals representants. Originària de Nara, l'escola domina l'escultura budista al Japó als segles XIII i XIV i va mantenir la seua influència fins al segle XIX. Els historiadors de l'art generalment consideren l'escultura de l'Escola Kei com la darrera edat d'or de l'escultura japonesa.
L'Escola Kei va sorgir d'una branca de busshi annexa a les grans escoles d'escultura de Kyoto, la capital imperial. A diferència de l'estil de Kyoto, marcat per un classicisme exagerat, els escultors de l'Escola Kei tenien un estil més realista, expressiu i sobri. Responsable de la restauració dels temples de Nara destruïts el 1180 durant les guerres Genpei, aquesta oportunitat li va permetre fer-se conéixer al Japó i esdevenir ràpidament l'escola més reconeguda. El seu estil agradava especialment als samurais, els nous amos del Japó.
Fundada per Kōkei, els dos escultors més representatius de l'escola són Unkei i Kaikei, amb estils realistes molt diferents, poderosos el primer, gràcils i elegants el segon; ambdós marquen l'escultura de l'època i la història de l'art japonés.

## Antecedents i història

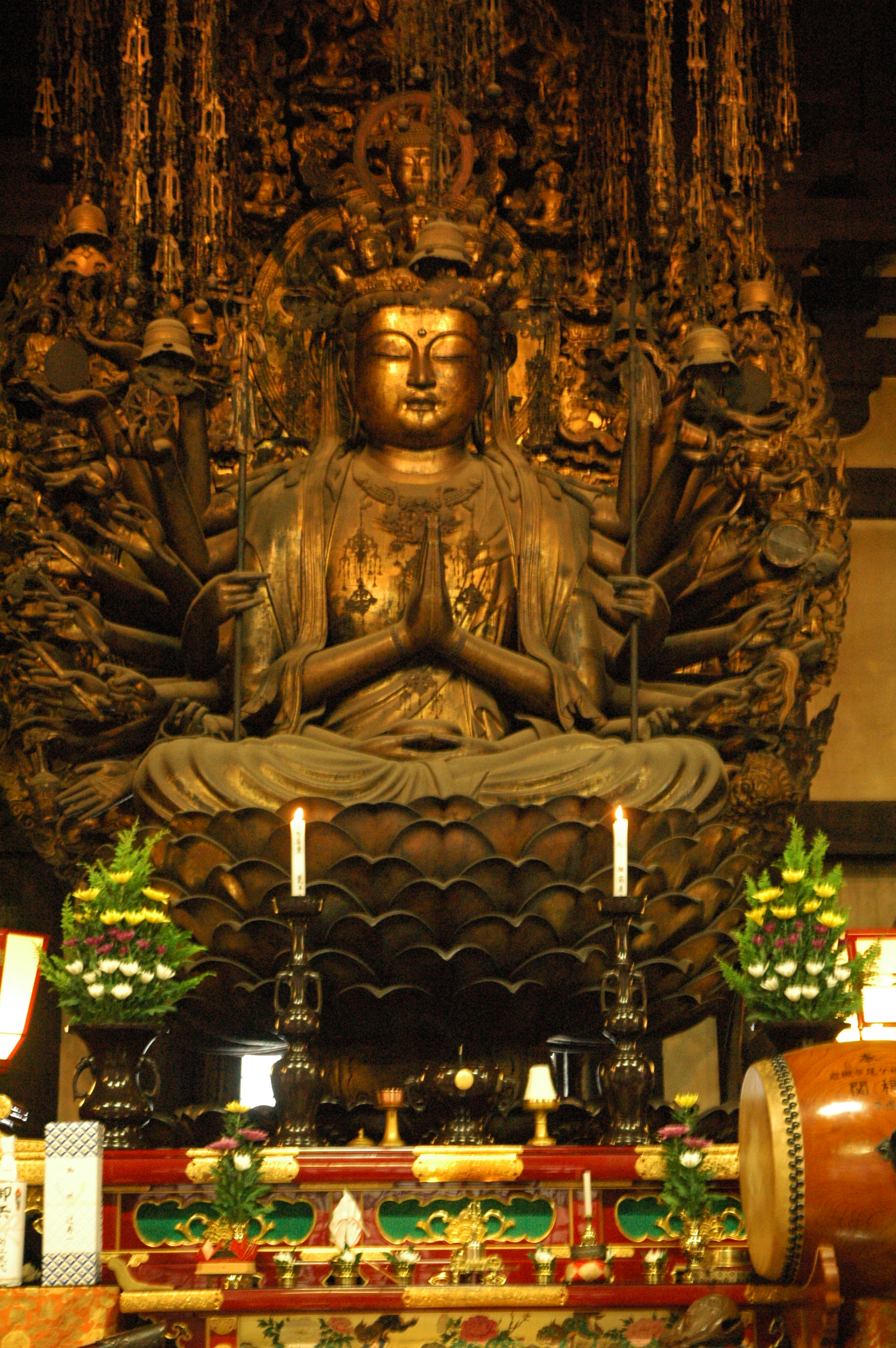
L'estàtua es troba al vestíbul de l'Escola Kei

L'Escola Kei sorgeix de l'escola encapçalada pel busshi Jōchō i els seus successors Kakujō i Raijō, el seu fill, que eren els escultors més famosos de les generacions anteriors. Aquests artistes a vegades són atribuïts a l'Escola Kei; tanmateix, l'escola no arribà pas a ser totalment reconeguda ni associada amb el nom Kei quan Kōkei i Unkei van succeir a Raijō cap al 1200. Els sis fills d'Unkei i els seus descendents se succeïren al capdavant de l'escola.
Gran part de les ciutats de Nara i Kyoto foren destruïdes durant les guerres Genpei del període 1180-1185. L'Escola Kei tingué l'oportunitat de restaurar Tōdai-ji i Kōfuku-ji, els temples més grans de Nara, i substituir-ne les escultures budistes. L'estil potent i tradicional de l'Escola Kei li valgué el favor del shogunat de Kamakura. A més, l'escola no tenia les connexions polítiques imperials de l'In i l'En, i així va ser escollida pel shogunat per a aquest honor, i això dugué l'escola a un període de gran èxit i influència.
La restauració de Tōdai-ji continuà durant generacions, des del 1180 fins al 1212 si fa no fa, basant-se considerablement en l'escultura japonesa del Període Tenpyō i els estils xinesos Song i introduint nous elements estilístics tot mantenint-se fidel a la tradició. Hi apareixen noves formes de representacions iconogràfiques de persones, més senzilles i realistes, amb colors més discrets. Per primera volta, s'empren vidres amb centres foscos per als ulls de les estàtues, mentre que l'estil de l'Escola Kei recorda elements de l'escultura del Període Nara. Joan Stanley Baker descriu les obres de l'Escola Kei com menys idealitzades, genèriques i impersonals que les obres anteriors de Nara. Els escultors de l'Escola Kei se centren en la identitat distintiva del subjecte de cada estàtua i els seus detalls físics.
El 18 de març del 2008, una escultura del buda Vairocana de finals del segle XII atribuïda a Unkei, venuda en una subhasta a Christie's per 14,37 milions de dòlars, estableix un nou rècord de preus d'art japonès.

## Principals representants de l'escola
Kokei
L'ascendència de Kōkei (segle XII) no se sap pas amb certesa, però agafà el relleu de Seicho en la direcció de la modesta branca dels busshi de Nara. Mestre d'Unkei i Kaikei, participà amb els seus deixebles en la restauració dels temples de Nara destruïts el 1180. Malgrat ser considerat el fundador de l'Escola Kei, l'estil de Kōkei encara està imbuït dels cànons i la iconografia de Kyoto. En les seues obres, però, es percep ja una tendència cap al naturalisme, segurament inspirada en les escultures del Període Tenpyō del segle VIII, quan Nara n'era la capital. Va fer les seues obres més conegudes per al Nanendō (Sala Octagonal Sud) de Kōfuku-ji al 1189, incloent-hi els Sis Patriarques de la Secta Hossō, els Quatre Reis Guardians i un Fukūkenjaku Guanyin.

### Unkei
Fill i aprenent de Kōkei, Unkei (1150?-1223) és considerat l'escultor més destacat del seu temps, per davant o a l'alçada de Kaikei. Va demostrar una tècnica excel·lent des de ben jove i estudià l'escultura tradicional de Nara; després va personalitzar el seu estil amb viatges per l'est, on es quedà a viure a   la nova capital, Kamakura, i a Kyoto, la capital imperial. Durant les dècades del 1180 i del 1190, treballà per als principals temples de Nara, com ara Kōfuku-ji i Tōdai-ji, així com per al Tō-ji de Kyoto i altres temples més petits. Mestre de l'escola des del 1195, aquestes obres li donaren fama estatal, l'estima del shogun i el títol honorífic més alt de hōin el 1203.  A finals de la dècada del 1210, creà les seues obres mestres més importants a Kōfuku-ji, tres estàtues de Miroku, Mujaku i Seshin. El final de la seua carrera, menys documentat, sembla que va treballar per als samurais.
L'estil d'Unkei està marcat per un realisme perfeccionat. Durant l'inici de la seua carrera, les seues estàtues estan imbuïdes d'heroisme, una impressió de força i moviments poderosos. Arribat a la maduresa, personifica la seua obra com mai abans, sobretot els rostres, en què expressa les emocions i la qualitat humana de cadascun dels seus subjectes. El seu estil fou adoptat o copiat per molts escultors del Període Kamakura.

### Kaikei
Kaikei és un aprenent de Kōkei, considerat l'únic rival d'Unkei. Dominant les tècniques i l'art realista de l'escola, participà en gran manera en els treballs de restauració dels temples de Nara durant les dècades del 1180 i del 1190, sobretot a Tōdai-ji . A començament de segle, va estudiar i experimentar amb diferents estils d'escultura japonesa i xinesa, i en acabar creà un art personal anomenat An'amiyō, que va aplicar en especial a estàtues de Buda Amida. Després va treballar tant per a l'Escola Kei com per al seu propi taller, va produir algunes obres mestres a Tōdai-ji, incloent-hi les representacions de Jizō i Hachiman. El final de la seua vida, que va dedicar a representacions d'Amida, declinà una mica el vigor de l'artista. El seu estil, però, va obtenir un gran reconeixement, fins al punt que la gran majoria d'escultures del període van adoptar l'art d'Unkei o el de Kaikei.
L'estil An'amiyō, també d'inspiració molt realista, reflecteix el caràcter més pacífic de Kaikei amb l'elegància, la gràcia, la dignitat i la bellesa intel·lectual, lluny de la força que Unkei exhala. Ofereix així mateix un enfocament innovador de la iconografia Amida amb estàtues menudes i fines, dempeus i amb colors molt acurats.

### Jōkei i Higo Jōkei
Jōkei (final del segle XII) i Higo Jōkei (començament del XIII), també anomenats Jōkei I i Jōkei II, són dos escultors amb un llinatge molt incert. El primer va crear escultures de renom a Kōfuku-ji, incloent-hi les estàtues de Yuima i Monju al Kon-dō i un parell de Niō (sense proves formals) a les dècades del 1190 i primeria del 1200. El segon, probablement actiu des de la dècada del 1220, treballà per a molts temples de tot el Japó, així com per al Shogunat. Tots dos artistes són coneguts pel seu estil original, que incorpora elements de l'art xinés Song amb l'estil realista i dinàmic d'Unkei. Les influències de les cançons caracteritzen algunes de les produccions de l'Escola Kei, i són especialment tangibles en aquests dos escultors que contribueixen a l'enriquiment de l'escultura del període.

### Tankei
Tankei (1173–1256) era el fill gran i aprenent d'Unkei, i va assumir la direcció de l'Escola Kei el 1223. Tot i que les fonts documentals demostren una activitat sostinguda, poques obres seues es conserven hui. Va treballar per als principals temples de Nara amb son pare, Kaikei i altres, i també treballà a partir de la dècada del 1220 a tot estirar, a Kyoto. Al final de la seua vida, li encarregaren el projecte de restauració de les estàtues del Sanjūsangen-dō, i supervisà la imposant estàtua de Senju Kannon. Tankei continua l'estil d'Unkei, afegint-hi més suavitat i algunes influències de Song. Així aconsegueix crear el seu propi art, tot i que es considerava menys expressiu i personalitzat que el de son pare.

### Kōen
Kōen (1207–1284 o 1285) era net d'Unkei, fill de Kōun o possiblement de Tankei. Va treballar al costat de Tankei al Sanjūsangen-dō i va assumir la direcció de l'escola el 1256. La seua activitat fou molt valorada tant a Kyoto com a Nara, tant que ens n'han arribat una trentena d'escultures. L'estil de Kōen també segueix el d'Unkei, amb més sensibilitat en la representació de les emocions. Tanmateix, el seu art és menys reconegut que el del seu avantpassat, perquè és massa formal, menys expressiu i fa estàtues més petites. Anuncia l'escultura tardana del Període Kamakura, que marca el declivi de l'escola.